# Hạ đỏ
Hạ đỏ là một truyện dài của nhà văn Nguyễn Nhật Ánh, xuất bản năm 1991. Là một trong một loạt tác phẩm viết về tình yêu tuổi mới lớn của tác giả, truyện đưa người đọc đi từ những tháng ngày "thơ ngây" đến những ngày tháng sầu mộng của Chương, một cậu thiếu niên mới bước vào tuổi biết yêu. Trải qua biết bao cung bậc cảm xúc, cuối câu chuyện là một cái kết bất ngờ, cái kết buồn nhưng rất hợp lí, đậm chất "Nguyễn Nhật Ánh". Truyện có nhiều hình ảnh dễ thương, trong sáng... nhưng mà vẫn không thể thiếu những “pha” thú vị khiến cho người đọc có những tiếng cười sảng khoái.

## Nội dung
Câu chuyện kể về Chương, sau kì thi tuyển sinh lớp 10 vất vả, cậu được ba mẹ cho về quê ngoại "đổi gió". Ở đó, Chương gặp được rất nhiều bạn mới, được chơi những trò chơi dân dã, thú vị cùng 2 đứa em Nhạn và Dế con nhà dì Sáu, được "Bà La Sát" Thơm hái xoài, cóc, ổi... cho để đổi lấy những cuốn truyện, được anh Thoảng dạy võ, đánh nhau với tụi xóm Miễu... và được gặp Út Thêm. Chương phải lòng Út Thêm, cậu thích những người dịu dàng như Út, thích cái răng khểnh trên nụ cười duyên dáng của Út. Út Thêm là chị của Dư thủ lĩnh tụi trẻ xóm Miễu, tình địch của tụi xóm trên. Chính vì vậy nên Chương không dám đến thăm nhà Út, sợ bị "phục kích". Cậu viết "thư tình" cho cô, nhưng khổ thay, Út Thêm không biết đọc chữ. Nhà Út Thêm nghèo lại đông anh em nên cô chỉ được học tới lớp 2, giờ đã quên hết chữ nghĩa. Chương bèn nảy ra ý định dạy học cho 2 chị em. Đầu tiên chỉ là vì Út Thêm, nhưng đến cuối cùng cậu mới phát hiện ra công việc này lại khiến cậu vui vẻ đến vậy. Cậu đã khiến tụi trẻ ở 2 xóm vốn luôn thù địch, giờ đã xích lại gần nhau. Sắp hết hè, Chương đã dạy cho 2 chị em biết đọc, biết viết, giờ cậu muốn thổ lộ với Út Thêm tình cảm của mình. Nhưng cuối cùng, Chương quyết định về thành phố sớm, để lại miền thôn quê sự thơ ngây ngày nào, để ôm theo một mối tình sầu không thể giãi bày cùng với một tin sét đánh: Út Thêm sắp đi lấy chồng. 

## Nhân vật

### Nhân vật chính
- Chương (nhân vật chính)
- Nhạn: con dì Sáu, em họ Chương (nhỏ hơn cậu 2 tuổi), từng là kình địch của Dư
- Dế: con dì Sáu, em họ Chương em của Nhạn (nhỏ hơn cậu 4 tuổi), từng là kình địch của Dư
- Dư: thủ lĩnh tụi xóm Miễu, từng là kình địch của tụi Nhạn, em của Út Thêm
- Út Thêm: người con gái mà Chương yêu mến

### Nhân vật phụ
- Dì Sáu: em ruột của mẹ Chương
- Thoảng: người thầy dạy võ yêu quý của Chương nhưng cũng là người vô tình bóp nát trái tim cậu, là chồng sắp cưới của Út Thêm
- Thơm: biệt danh Bà La Sát, chơi thân với Dế và rất mến Chương
- Thể: bạn của Nhạn và Dế, nổi tiếng gan lì